# 民生路 (臺南市)

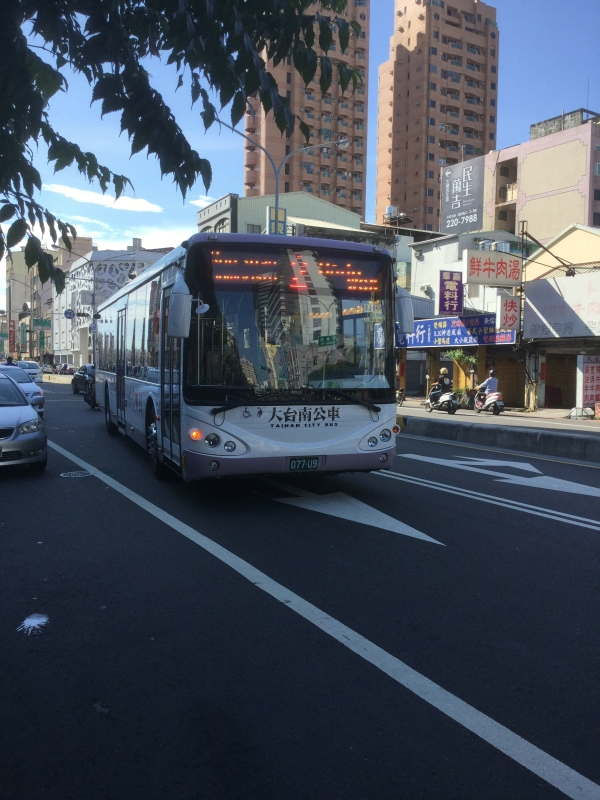
民生路二段

民生路為台灣台南市的東西向次要道路之一，位在台南市中西區。東起湯德章紀念公園（民生綠園）圓環，西至中華西路與出入安平區的重要道路安平路銜接，全長約1.9公里，觀光旺季時常有交通雍塞問題。而民生路與安平路共編台南市道路編號222。

## 專業街
日治時期為錦町通，二次大戰後路名係取自孫文《三民主義》中的民生主義而名。由於婚紗店主要集中於此路，有「婚紗路」之名。

## 行經行政區域
- 中西區

## 沿線地標及設施
- 一段：
  - 湯德章紀念公園
  - 原臺南合同廳舍
  - 國泰世華銀行台南分行
  - 中華電信(日治時代臺南郵便局原址)
- 二段：
  - 郭綜合醫院
  - 合作金庫銀行南興分行
  - 玉山銀行臺南分行
  - 接官亭（公車站牌位在民生路而地址位在民權路）
  - 原臺南運河海關
  - 臺南市政府警察局第二分局海安派出所
  - 富邦銀行安平分行
  - 新光銀行臺南分行
  - 富立世紀D.C
  - 台南市公共自行車-YouBike2.0民生轉運站
  - 台南運河

## 交通改革
2024年4月27日起，民生路（湯德章紀念公園至臨安路）試辦開放機車行駛內側車道及不強制兩段式左轉，但保留機車待轉區，提供機車騎士更寬廣的行車空間。

## 本路段客運
- 市區公車[1]

| 編號 | 路線                             | 本路段公車站                 |
| ---- | -------------------------------- | ---------------------------- |
| 2    | 崑山科技大學－安平／三鯤鯓／四草 | 郭綜合醫院－民生路臨時停車場 |
| 10   | 臺南轉運站－鹿耳門天后宮         | 中華電信                     |
| 11   | 大成路口－城西里                 | 中華電信                     |